# CANARD

Naramiennik dyrektora CANARD (od 2010)

CANARD (Centrum Automatycznego Nadzoru nad Ruchem Drogowym) – jednostka Głównego Inspektoratu Transportu Drogowego, utworzona w celu centralizacji i automatyzacji nadzoru nad ruchem drogowym. Nadzór odbywa się w oparciu o fotoradary (stacjonarne i mobilne, zamontowane na pojazdach), urządzenia do odcinkowego pomiaru prędkości oraz rejestratory przejazdu na czerwonym świetle. Materiał zarejestrowany przez urządzenia jest przesyłany drogą elektroniczną do centrali systemu, w której przeprowadzane jest postępowanie mandatowe.

## Historia
Centrum Automatycznego Nadzoru nad Ruchem Drogowym zostało utworzone na mocy zarządzenia nr 103 Prezesa Rady Ministrów z dnia 30 grudnia 2010 r. w sprawie nadania statutu Głównemu Inspektoratowi Transportu Drogowego (M. P. Nr 101, poz. 1184), a rozpoczęło działalność 1 lipca 2011.
Przed utworzeniem systemu materiał zarejestrowany przez fotoradary musiał być ręcznie odczytywany z zamontowanych w nich aparatów (lub w przypadku starszych urządzeń z klisz, które należało wcześniej wywołać). Powodowało to przestoje w pracy urządzeń, spowodowane zapełnieniem ich pamięci wewnętrznej. Poszczególne komendy Policji tworzyły komórki lub stanowiska do obsługi poszczególnych fotoradarów. Aby podnieść efektywność, pojawiła się koncepcja automatyzacji i centralizacji tego procesu. Przed wprowadzeniem systemu CANARD 576 masztów do fotoradarów należało do Policji, 445 do GDDKiA, zostały one przejęte przez Inspekcję Transportu Drogowego. Część urządzeń (atrapy, maszty bez podłączonej energii elektrycznej) została zdemontowana, puste maszty mają zostać wyposażone w urządzenia rejestrujące, oprócz tego powstaną zupełnie nowe maszty. Budowa systemu została dofinansowana ze środków Unii Europejskiej w wysokości 160 541 122 zł, a wartość całego projektu wynosi 188 871 909 zł.
W roku 2016 realizacja projektu została zakończona, wszystkie elementy systemu zostały uruchomione. Aktualnie system składa się z 400 urządzeń stacjonarnych do pomiaru prędkości, 29 urządzeń do kontroli średniej prędkości na określonym odcinku, 20 systemów do kontroli przestrzegania stosowania się do sygnalizacji świetlnej oraz 29 mobilnych urządzeń rejestrujących.
W grudniu 2016 GITD podpisał umowę użyczenia od Miasta stołecznego Warszawy urządzeń rejestrujących wykorzystywanych do końca 2015 przez warszawską Straż Miejską.